# Auke Komter

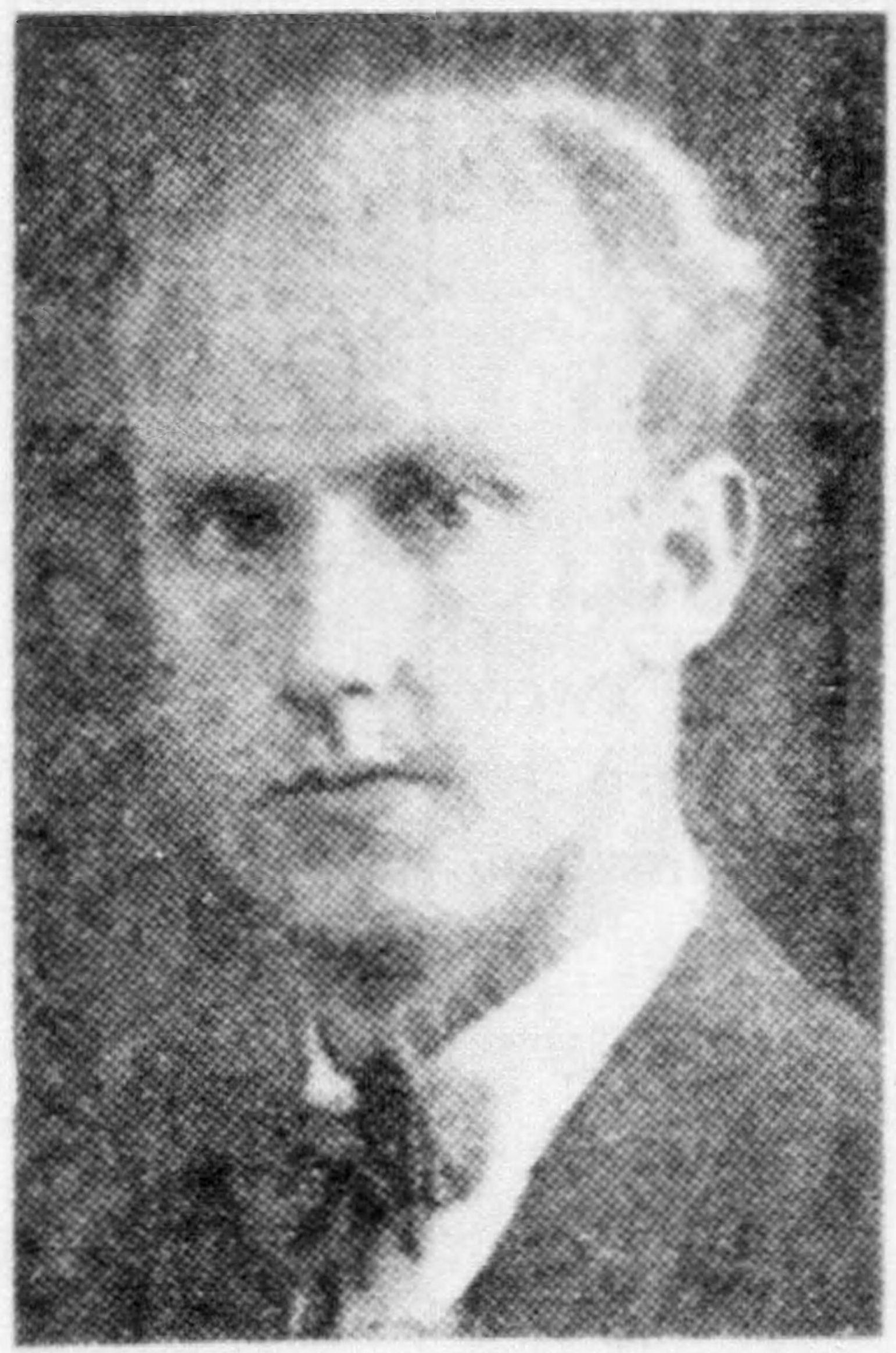
Auke Komter, 1937

Auke Komter (Leeuwarden, 16 mei 1904 – Amsterdam, 24 oktober 1982) was een Nederlands architect die tot de stroming van het nieuwe bouwen wordt gerekend.

## Achtergrond
Komter werd geboren als enig kind van de bierkoopman Egbert Komter en Aafje van der Mey. Hij volgde de Hogere Handelsschool te Deventer, maar besloot op z'n 18e architect te worden. Aanvankelijk was hij leerling bij architectenbureau Meintema te Leeuwarden. Vervolgens werkte hij bij Jan Duiker, Albert Boeken en in 1930-1931 een jaar bij Le Corbusier. In Parijs leerde hij zijn latere vrouw kennen, de Zwitserse Edith Marie Real, met wie hij in 1931 terugkeerde naar Nederland en in 1934 in het Zwitserse Sankt Gallen trouwde.
Vanaf zijn terugkeer uit Frankrijk was hij zelfstandig architect en meubelontwerper. Komter was aanvankelijk bestuurslid van de groep De 8, maar maakte vervolgens deel uit van de Groep '32 die zich hiervan afsplitste.
In de periode 1932-'34 had Komter een architecten-associatie met Hendrik Mastenbroek. Ze deelden het voormalige atelier van Breitner, dat ze hadden verbouwd tot een modern woonatelier.
Komter was voorzitter van de Academie van Bouwkunst (1950–1959) en bestuurslid van de Stichting Architectuurmuseum (1955–1980). Hij overleed in Amsterdam in 1982 op 78-jarige leeftijd.

## Ontwerpen (selectie)

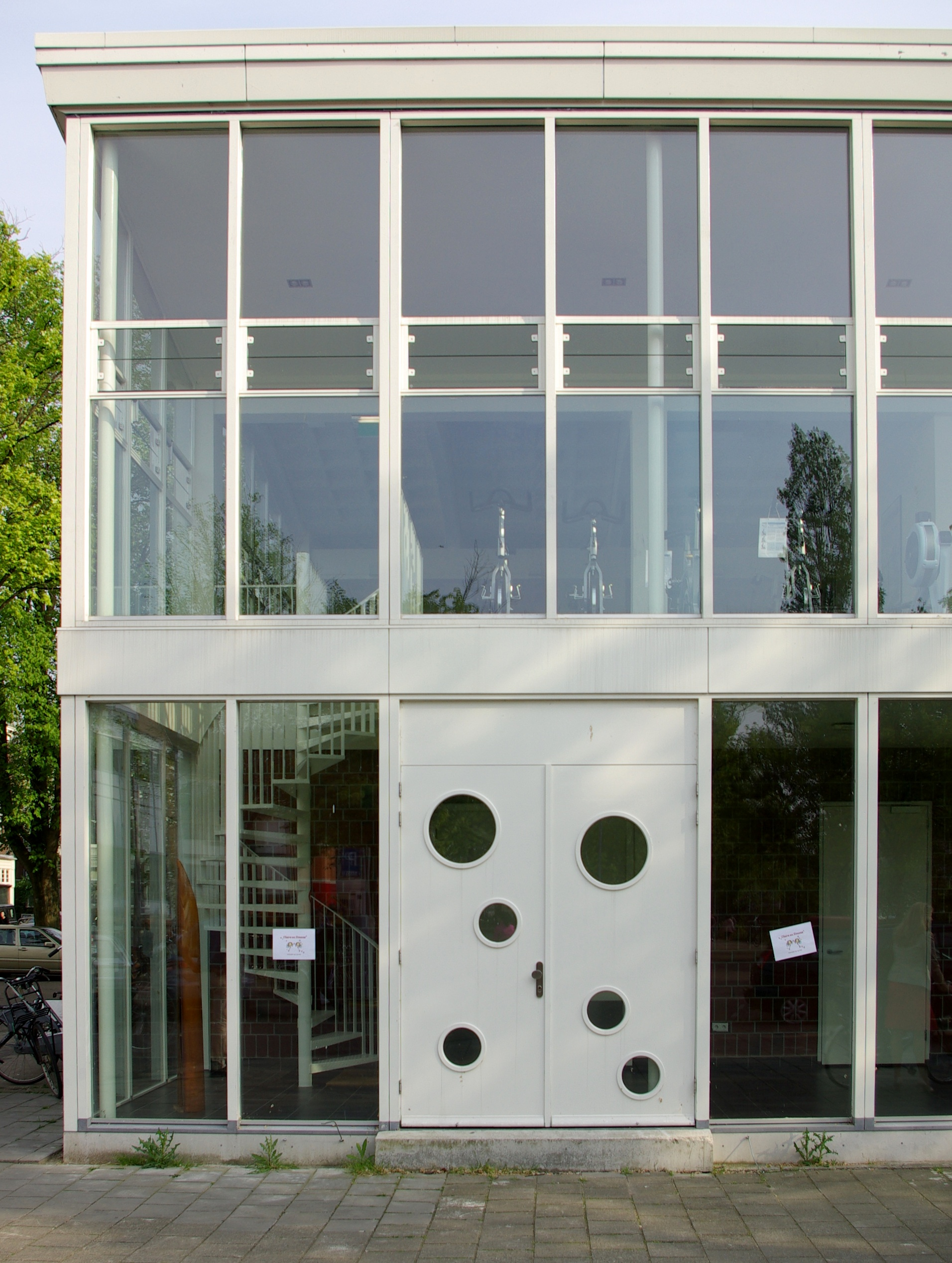
Roeivereniging De Hoop, Amsterdam

- De Witte Raaf, woonhuis voor zijn moeder te Hattem (1927-1936)
- ontwerp voor een stadhuis te Amsterdam (1936-1941; niet uitgevoerd) (met Marius Duintjer)
- interieurontwerp voor het koninklijk jacht Piet Hein (niet uitgevoerd)
- Eerebegraafplaats Bloemendaal te Overveen (1945) (met Gerard Holt)[3]
- clubhuis voor roeivereniging De Hoop te Amsterdam (1950)
- Haarlemmerstraat 141-179 hoek Korte Prinsengracht (1954)
- verbouwing Openluchtschool te Amsterdam (1955)
- flats en winkels aan de Parnassusweg te Amsterdam (gebouwd in 1957)[4]
- huizenblokken aan de Honselersdijkstraat (1959/1960)
- bejaardentehuizen en scholen in diverse plaatsen in Nederland (1948 tot begin jaren 60)
- de Hofkerk in Delft (1960)

## Publicaties (selectie)
- (1934). Elf eeuwen bouwkundig teekenen / met Th. Haakma Wagenaar. Architectura et Amicitia, Amsterdam. 32 p.
- (1941). Wezensbepaling der architectuur, karakter van de vormen van bouwwerken en monumentaliteit. Lezing tijdens de tweede bijeenkomst van de Doornse Leergangen in het Maarten Maartenshuis in Doorn. In: De architectuur : vijf voordrachten en een samenvatting. Genootschap Architectura et Amicitia, Amsterdam, 1942. 78 p.
- (1958). 50 Jaar Academie van Bouwkunst : rede van architect A. Komter uitgesproken in de Noorderkerk te Amsterdam op 11 oktober 1958. In: Forum : maandblad voor architectuur en gebonden kunsten, jrg 13(1958)nr. 8/9, p. 255-257. ISSN 0015-8372
- diverse tijdschriftartikelen

## Galerij

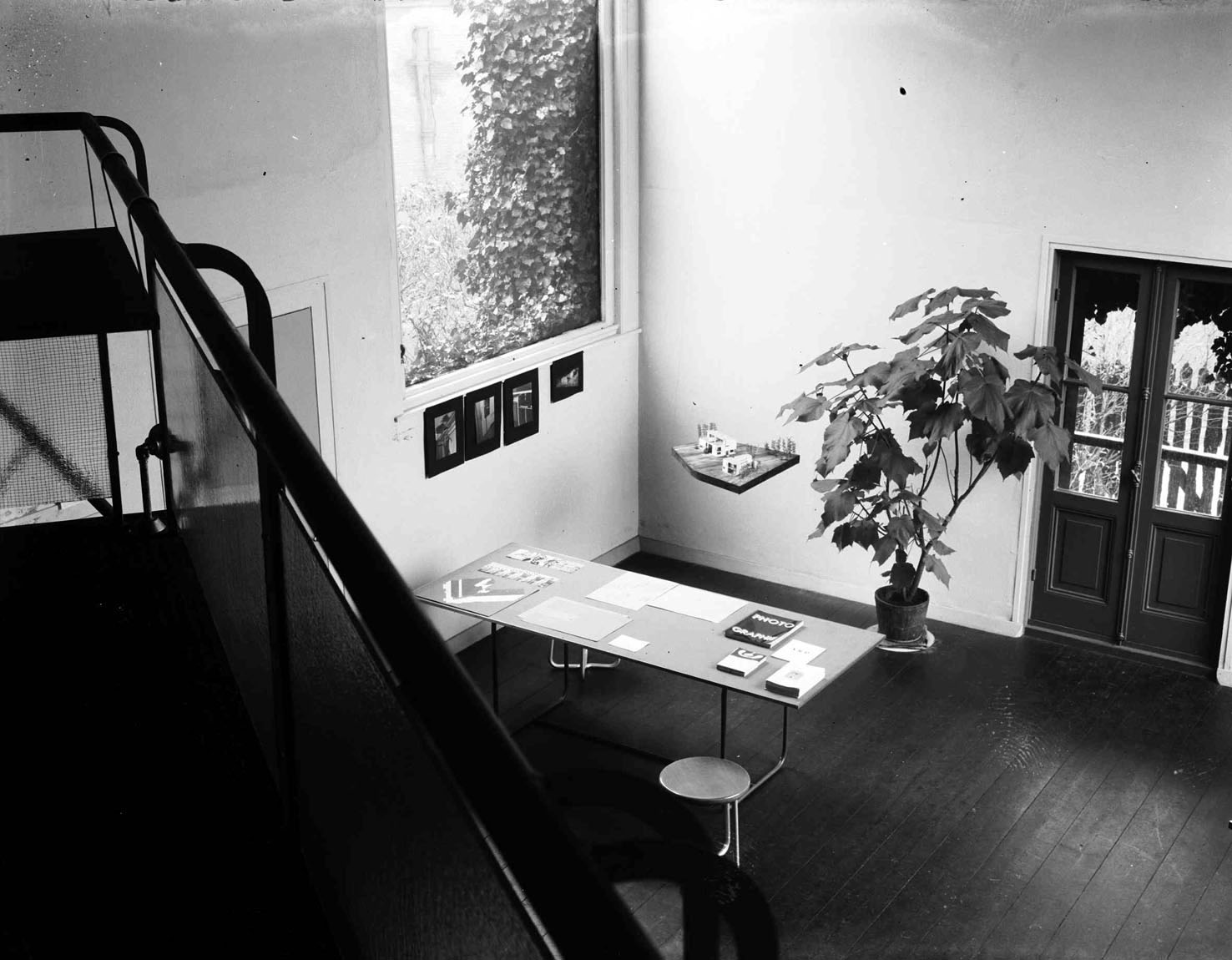
Atelier van Komter & Mastenbroek op Prinseneiland, foto K. Kleijn
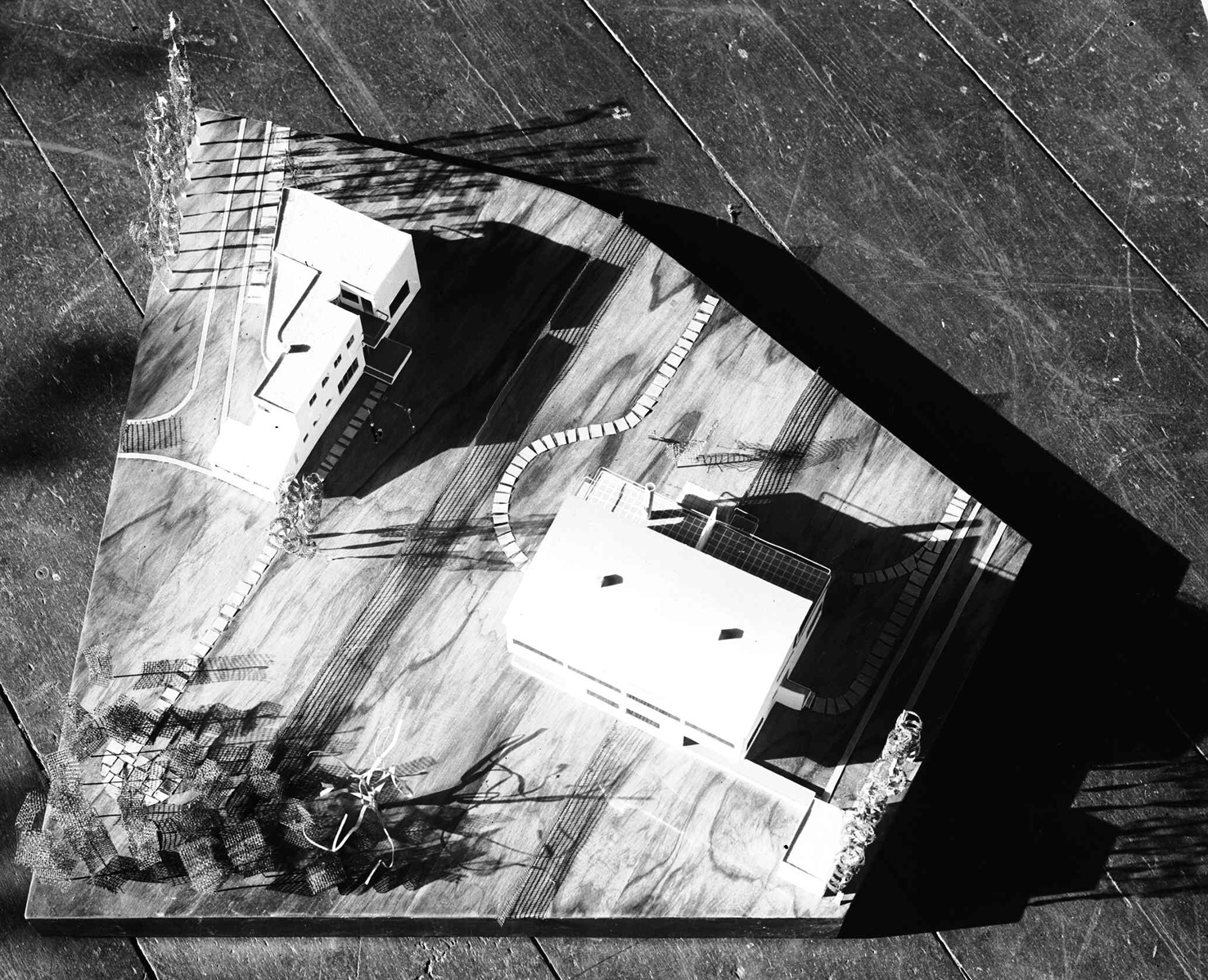
Maquette in het atelier van Komter & Mastenbroek
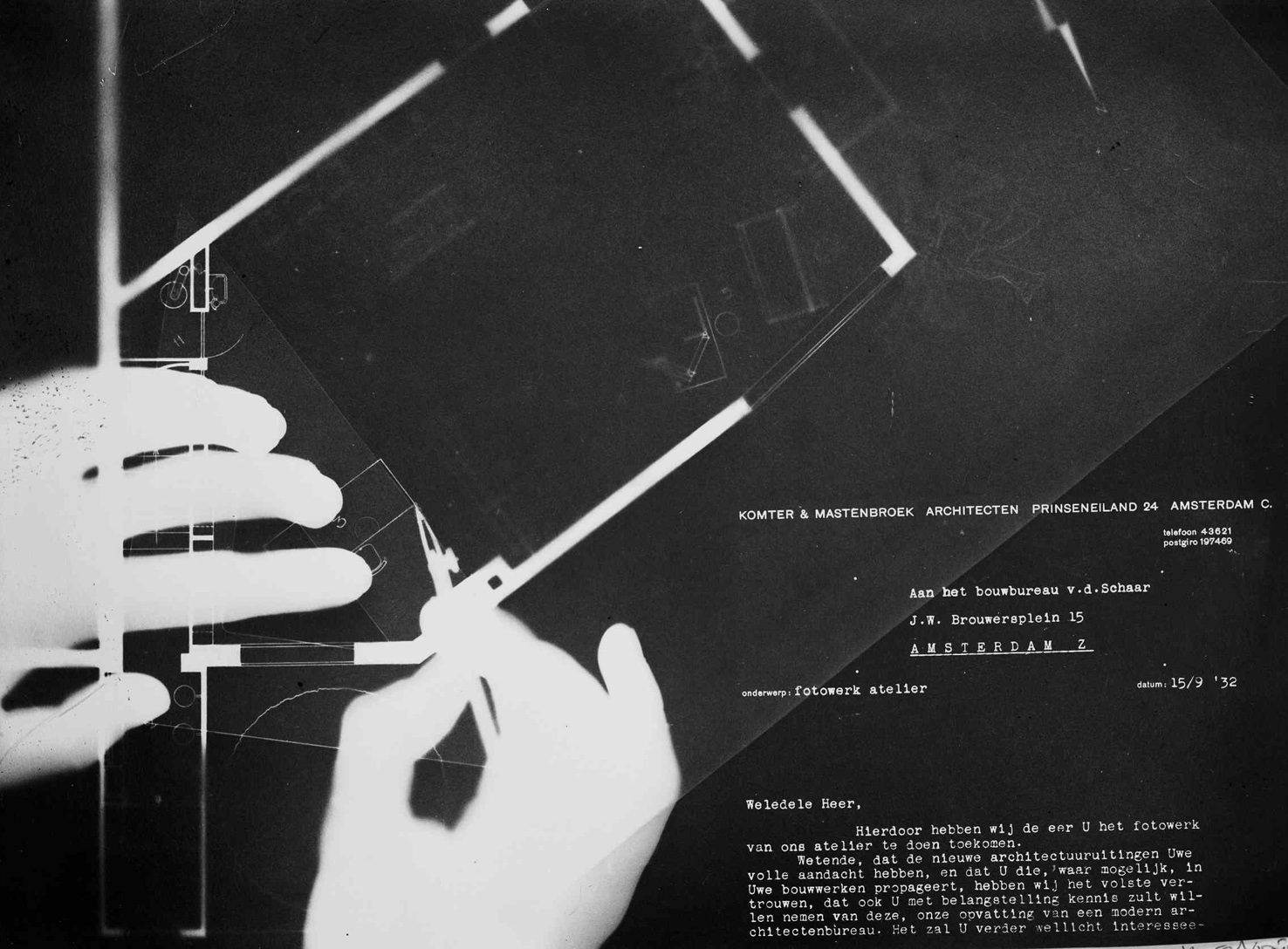
Komter & Mastenbroek, Prinseneiland
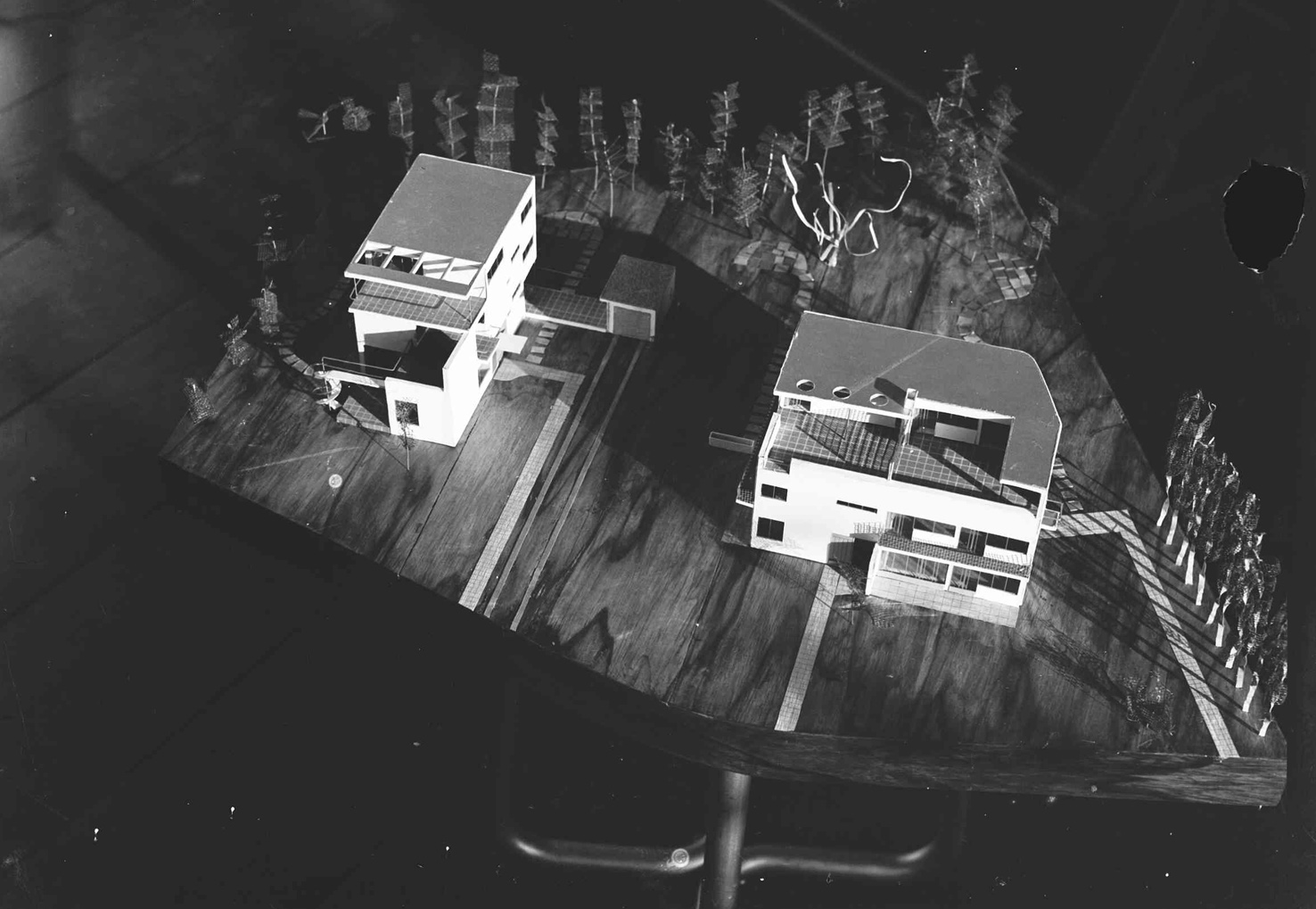
Maquette in het atelier van Komter & Mastenbroek